# Zimina
El volcán Zimina (ruso: Зимина) es un estratovolcán basáltico situado en la parte central de la península de Kamchatka, en Siberia Oriental, Rusia. Consta de dos picos: Oválnaya Zimina y Óstraya Zimina.